# Палау на Светском првенству у атлетици на отвореном 2013.
Палау је учествовао на Светском првенству у атлетици на отвореном 2013. одржаном у Москви од 10. до 18. августа девети пут. Репрезентацију Палауа представљала је једна атлетичарка која се такмичила у трци на 100 метара.
На овом првенству Палау није освојио ниједну медаљу, али је Руби Џој Габријел постигла свој најбољи рекорд.

## Резултати

### Жене
| Атлетичарка       | Дисциплина | Лични рекорд | Квалификације | Квалификације | Полуфинале            | Полуфинале            | Финале                | Финале       | Детаљи |
| Атлетичарка       | Дисциплина | Лични рекорд | Резултат      | Место         | Резултат              | Место                 | Резултат              | Место        | Детаљи |
| ----------------- | ---------- | ------------ | ------------- | ------------- | --------------------- | --------------------- | --------------------- | ------------ | ------ |
| Руби Џој Габријел | 100 м      | 13,34        | 13,25 ЛР      | 7. у гр 6     | Није се квалификовала | Није се квалификовала | Није се квалификовала | 43 / 45 (46) |        |